# Acleracra pancarphalea
Acleracra pancarphalea är en fjärilsart som beskrevs av Diakonoff 1954. Acleracra pancarphalea ingår i släktet Acleracra och familjen fransmalar. Inga underarter finns listade i Catalogue of Life.